# Eugeniusz Spiechowicz
Eugeniusz Aleksander Spiechowicz (ur. 10 czerwca 1929 w Markach, zm. 17 grudnia 2018 w Warszawie) – polski lekarz dentysta, specjalizujący się w protetyce stomatologicznej, profesor nauk medycznych, powstaniec warszawski.

## Życiorys
Syn Kazimierza i Eugenii. W trakcie II wojny światowej od 1943 działał w Szarych Szeregach (pseud. Tryton). W trakcie powstania warszawskiego walczył w plutonie 206 zgrupowania „Żaglowiec”, został ranny, opuścił Warszawę z ludnością cywilną.
W 1952 ukończył studia na Akademii Medycznej w Warszawie. Uzyskiwał kolejno stopnie naukowe doktora i doktora habilitowanego, a w 1975 otrzymał tytuł profesora nauk medycznych. Zawodowo związany z Akademią Medyczną w Warszawie, przekształconą następnie w Warszawski Uniwersytet Medyczny. Doszedł do stanowiska profesora zwyczajnego w Instytucie Stomatologii. Był wiceprezesem Polskiego Towarzystwa Stomatologicznego, a także członkiem korespondentem Towarzystwa Naukowego Warszawskiego.

## Odznaczenia
- Krzyż Komandorski Orderu Odrodzenia Polski (2010)[4]
- Krzyż Oficerski Orderu Odrodzenia Polski (1999)[5]